# Plejsy
Plejsy ou Relax Center Plejsy est une petite station de ski située à l'est de la Slovaquie à proximité de la ville de Krompachy, dans la région de Košice.
La station est équipée de 7 remontées mécaniques dont un télésiège 2 places. Les 9,3 km de pistes, en partie équipées de canons à neige, sont situées entre 470 m et 912 m d'altitude.
Du haut des pistes, taillées dans la forêt, s'offre une belle vue sur la chaine de montagnes des Hautes Tatras.